# Té de pescado

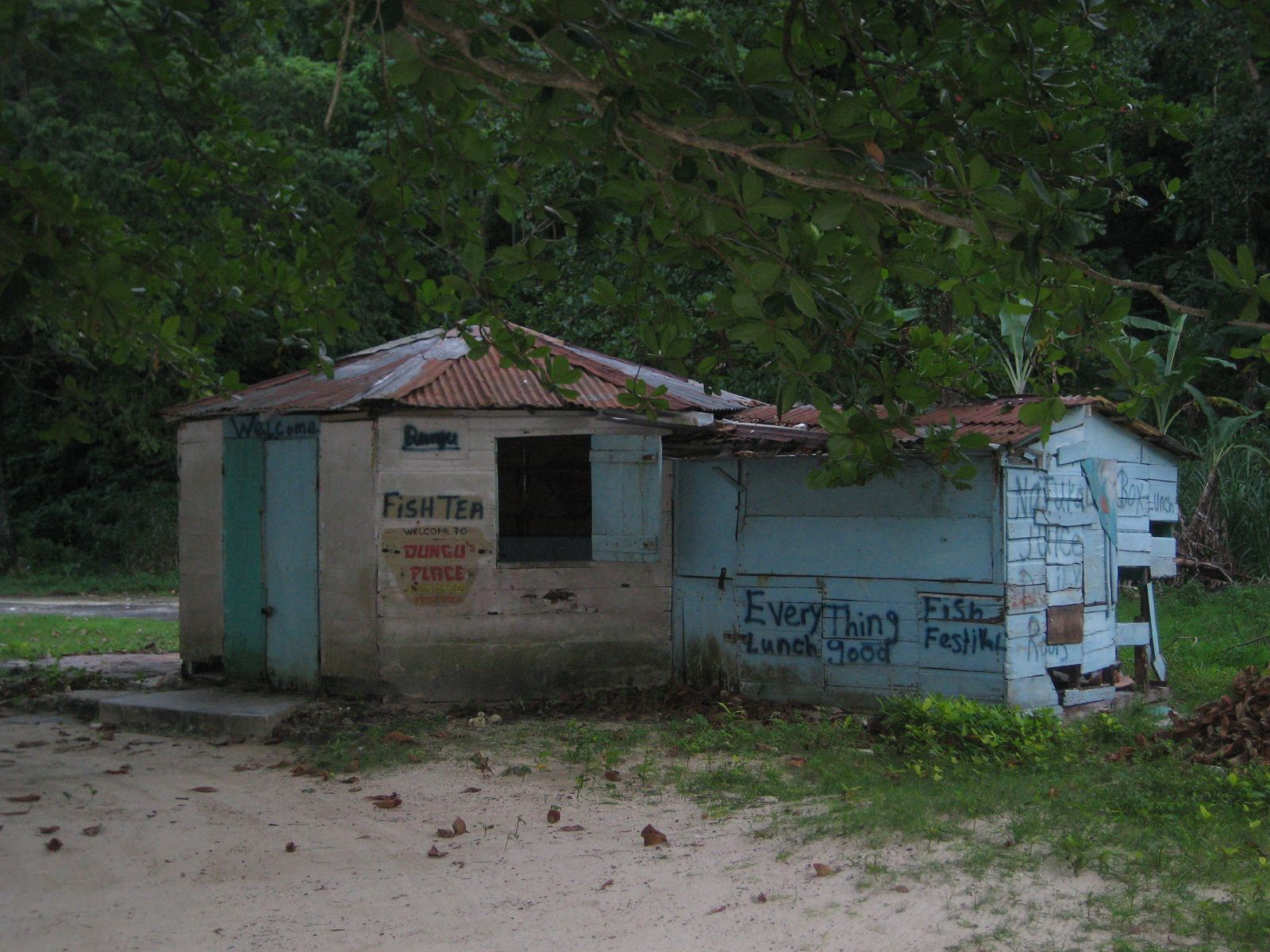
Una cabaña de té de pescado en Winifred Beach en Port Antonio, Jamaica.

El té de pescado (fish tea) es una sopa picante de la cocina caribeña y particularmente la gastronomía jamaicana. Es similar a un caldo de pescado y puede tomar varias horas para prepararse. Incluye ñame molido, calabaza, yuca, patatas y plátanos verdes, cocidos hasta que estén muy suaves. Se agregan hasta 15 libras (6 kg) de pescado para hacer cinco galones (19 l). También se pueden agregar zanahorias y chayota. Está aromatizado con leche de coco y sazonado con varios ingredientes que pueden incluir pimienta negra, sal, tomillo, mantequilla y cebolleta.
El té de pescado es similar al rondón tradicional, pero en lugar de trozos, los ingredientes se hierven hasta que estén en una «forma líquida espesa». Algunos creen para ser un afrodisíacos y  está asociado con varias leyendas y rumores:
- «Si bebes ese té de pescado, tendrás que encadenarte al poste de la cama por la noche o caminarás toda la noche (en busca de aventuras)»[2][3]
- «Los hombres que no han engendrado hijos de repente produjeron gemelos»
- «Una vez que tome ese té de pescado, no podrá caminar en línea recta»

Según una publicación de las Islas Caimán, «los que prueban el té de pescado siempre parecen volver por más».